# مسجد الحاج عبد القادر سعيد الدباغ
مسجد الحاج عبد القادر سعيد الدباغ هو من مساجد أربيل في العراق، ويعتبر من المساجد الأثرية التراثية القديمة، ولقد أسسه وبناه الحاج عبد القادر سعيد الدباغ في عهد الدولة العثمانية في عام 1302هـ/1884م، ويقع المسجد في مركز مدينة أربيل مقابل قلعة أربيل، وبني المسجد من الطابوق والجص والطين ويحتوي الجامع على مدرسة دينية انشأت منذ تأسيسهِ وما زالت تدرس العلوم الدينية حالياً، وكان ملا محمد امين البتواني أول إمام ومدرس فيها.
وفي عام 1403هـ/1983م اعيد بنيان الجامع وفق مخطط عمراني حديث، وشيد على نفقة متولي المسجد (محمد شهاب جلبي)، ويتكون مبنى المسجد من طابقين يضم الطابق الأرضي قاعة كبيرة تقام فيها الصلاة مع فضاء مفتوح في الوسط، ويكون الدخول إلى الطابق الأرضي من جهة السوق، حيث تحيط المبنى مجموعة من المحلات التجارية التي واردها وقف للمسجد وللعناية بهِ، أما الطابق الثاني فلهُ باب يطل على الشارع الرئيسي مقابل مبنى قلعة أربيل، وفيهِ سلم يصعد إلى الطابق الثاني حيث يوجد فيهِ مصلى المسجد، ومن الأئمة والخطباء الذين تولوا منصب الإمامة والخطابة فيهِ الاتي:
- الحاج ملا محمد أمين البتواني.
- ملا عبد الله بن الحاج ملا محمد أمين.
- الملا أحمد كزنة يي.
- الملا فائز بن الملا عبد الله.
- الملا خالد بن الملا فائز.
- ملا أمين جلبي بن الحاج عبد القادر.[1]